# Samsung Galaxy S21
Samsung Galaxy S21 är en serie Android-baserad smartphone designad, utvecklad, marknadsför och tillverkad av Samsung Electronics som en del av Galaxy S-serien. De tre första avslöjades vid Samsungs Galaxy Unpacked-evenemang den 14 januari 2021 och släpptes den 29 januari 2021 medan FE avtäcktes vid CES 2022-evenemanget den 3 januari 2022 och släpptes den 11 januari 2022.